# Ernst Hochfeld
Ernst Hochfeld (* 9. Mai 1890 in Lemgo; † 18. März 1985 in Los Angeles) war ein deutscher Architekt.

## Leben und Wirken
Hochfeld ging in Hamburg zur Schule und absolvierte ein Architekturstudium in Hannover, München und Dresden, das er dort 1913 mit dem Diplom abschloss. Ab 1919 arbeitete er in mehreren Architekturbüros in Hamburg. Gemeinsam mit Fritz Block, mit dem er sich während des Studiums angefreundet hatte, gewann er einen Wettbewerb für die Gestaltung des Jüdischen Friedhofs Ohlsdorf. Aus diesem Grund gründeten beide 1921 ein Architekturbüro und entwarfen vielfältige und moderne Bauwerke. Während der 1920er-Jahre war Hochfeld ein führender Architekt des Neuen Bauens in Hamburg. Das Architekturbüro Block & Hochfeld entwarf u. a. das 1928/29 errichtete Deutschlandhaus.
Hochfeld heiratete die Violinistin Hedwig Behrens (1892–1992), die 1928 die gemeinsame Tochter Annette gebar. Er interessierte sich für viele kulturelle Belange, hatte jedoch nur aufgrund seiner Familiengeschichte einen Bezug zum jüdischen Glauben. Die 1933 im Deutschen Reich beginnenden Angriffe gegen Juden entwickelten sich für ihn schnell zu einer Lebensgefahr. Im November 1938 zog er daher mit seiner Familie nach Los Angeles.
In den Vereinigten Staaten arbeitete Hochfeld anfangs als set designer für Unternehmen aus Hollywoods Filmbranche. Im Jahr 1943 erhielt er die amerikanische Staatsbürgerschaft und bekam drei Jahre später eine Lizenz als Architekt in Kalifornien. Bis 1972 war er als Chefzeichner für wechselnde Architektenbüros in Los Angeles tätig. Außerdem beschäftigte er sich mit genealogischen Arbeiten, die er schon in Hamburg angefangen hatte.
Im Jahr 1972 besuchte Hochfeld während einer Reise durch Europa für kurze Zeit wieder Hamburg. Im Jahr 1980 veröffentlichte er mit Hamburgs Architektur in den 20er Jahren in hohem Alter seine Memoiren. An deren Ende schrieb er: „Die zwanzig Jahre im Baufach in Hamburg waren für mich die lebendigste, schöpferischste, an Erfahrungen reichste Zeit meines Lebens“.